# Apotreubia nana
Apotreubia nana là một loài rêu trong họ Treubiaceae. Loài này được (S. Hatt. & Inoue) S. Hatt. & Mizut. mô tả khoa học đầu tiên năm 1967.